# Cemitério Real de Tatoi
O Cemitério Real de Tatoi é um cemitério onde membros da antiga família real grega estão enterrados. Está localizado no morro Paleocastro, próximo ao Palácio de Tatoi. Atualmente há 21 enterrados no cemitério, incluindo cinco reis. O cemitério e a área mais ampla pertencem ao Estado Grego, especificamente ao Ministério da Cultura.

## História
Em 1891, a jovem filha de Jorge I, Olga, teve pela primeira vez a ideia de construir um cemitério real, após a morte de sua filha, Alexandra. Assim, em 6 de agosto de 1899, por iniciativa da Rainha Olga, foi fundada a igreja da Ressurreição do Senhor no morro denominado "Paleocastro" e onde foi sepultada a Princesa Olga. Desde então, todos os membros da família real estão enterrados naquele espaço em modestos túmulos de mármore. Uma exceção é a capela funerária de Constantino e Sofia, que foi projetada por Emmanouil Lazaridis. Em 1º de setembro de 2020, foi encontrado vandalismo no monumento funerário de Paulo e Frederica.
Mais tarde, outros filhos de Jorge I também foram enterrados lá: Nicolau, Príncipe André, Príncipe Cristóvão e Maria Georgievna.
Todos os monarcas gregos, depois de Oto I, foram enterrados lá: Jorge I, Constantino I (e esposa Sofia), Alexandre I, Jorge II e Paulo I.
Representantes da dinastia imperial russa também estão enterrados no cemitério: Rainha Olga, Grã-Duquesa Elena Vladimirovna e Grã-Duquesa Alexandra Georgievna (em 1939 suas cinzas foram transferidas da União Soviética para a Grécia).
Os enterros no cemitério também acontecem após a abolição da monarquia no território grego. Em 1981, a rainha Frederica da Grécia, viúva de Paulo I, foi ali sepultada, enquanto nas décadas de 1990 e 2000 - duas princesas gregas - Catarina, filha de Constantino I, assim como a filha de Alexandre I, Alexandra da Grécia e sua esposa, Aspasia Manos.
Constantino II  manifestou o desejo de ser sepultado junto ao túmulo do seu pai, cujo funeral ocorreu em 16 de janeiro de 2023.
Aqui está uma lista detalhada de todas as pessoas enterradas no mausoléu:
- Rei Jorge I dos Helenos
  - Rainha Olga dos Helenos, Grã-duquesa Olga Konstantinovna da Rússia, esposa de Jorge I
- Rei Constantino I dos Helenos, filho de Jorge I
  - Rainha Sofia dos Helenos, Princesa Sofia da Prússia, esposa de Constantino I
- Rei Jorge II dos Helenos, filho de Constantino I
- Rei Alexandre I dos Helenos, filho de Constantino I
  - Aspasia Manos, esposa de Alexandre I
- Rainha Alexandra da Iugoslávia, Princesa Alexandra da Grécia, filha de Alexandre I e esposa de Pedro II da Iugoslávia. Os ossos foram recentemente transferidos para a Iugoslávia.
- Rei Paulo I dos Helenos, filho de Constantino I
  - Rainha Frederica dos Helenos, Princesa Frederica de Hanôver, esposa de Paulo I
- Princesa Catarina da Grécia, Lady Bradram, filha de Constantino I
- Príncipe Jorge da Grécia, filho de Jorge I
  - Princesa Maria Bonaparte, esposa do Príncipe Jorge
- Princesa Alexandra da Grécia, Grã-Duquesa da Rússia, filha de Jorge I e esposa do Grão-Duque Paulo Alexandrovich da Rússia
- Príncipe Nicolau da Grécia, filho de Jorge I
  - Grã-duquesa Helena Vladimirovna da Rússia, esposa do Príncipe Nicolau
- Princesa Maria da Grécia, Grã-Duquesa da Rússia, filha de Jorge I e esposa do Grão-Duque Jorge Mikhailovich da Rússia
- Princesa Olga da Grécia, filha de Jorge I, morreu aos 7 meses de idade
- Príncipe André da Grécia, filho de Jorge I e pai do Duque de Edimburgo, Filipe
- Príncipe Cristóvão da Grécia, filho de Jorge I
  - Princesa Francisca de Orleães, esposa do Príncipe Cristóvão
- Rei Constantino II dos Helenos, filho de Paulo I e Frederica.

## Galeria

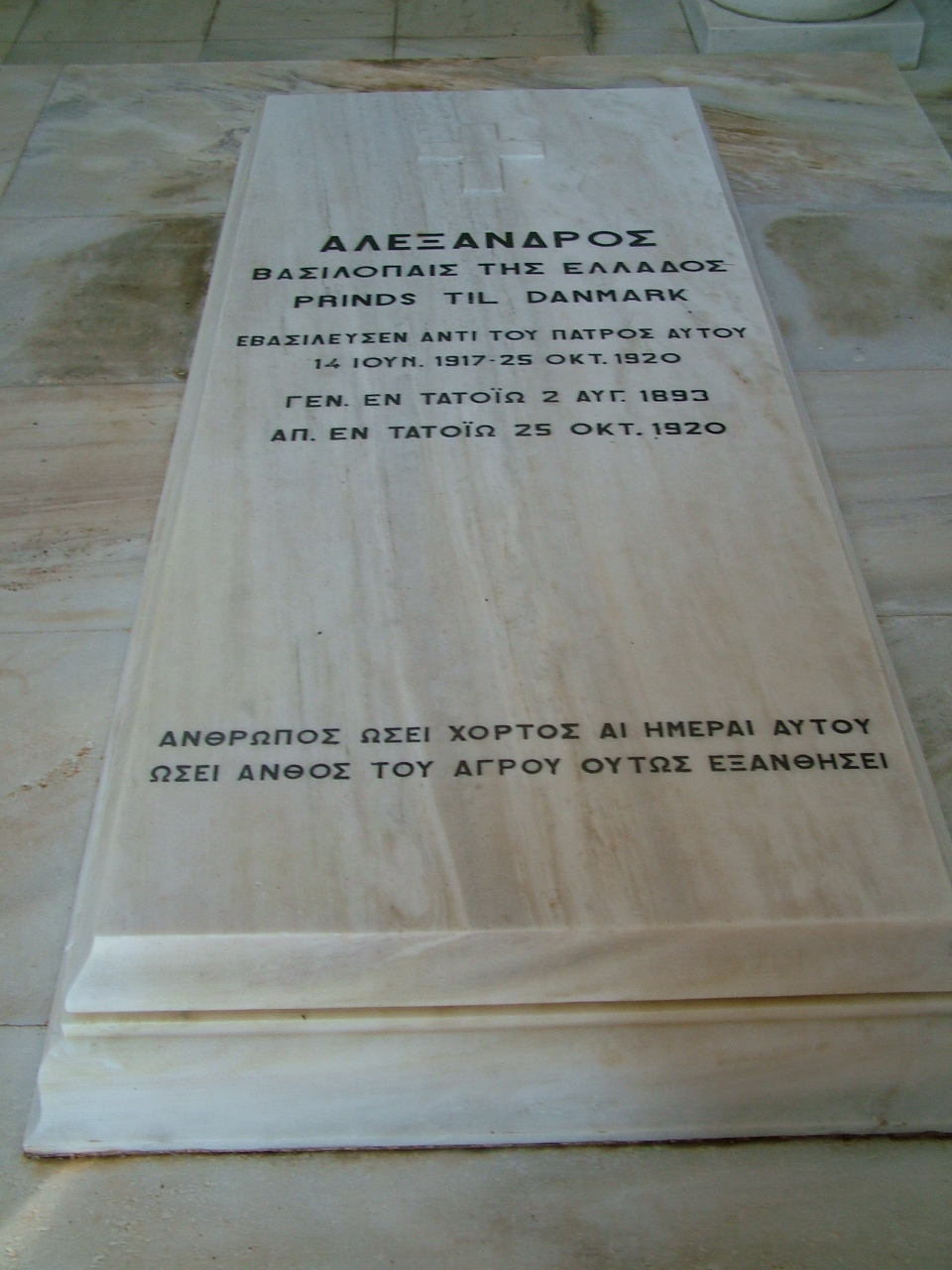
Tumba de Alexandre I.
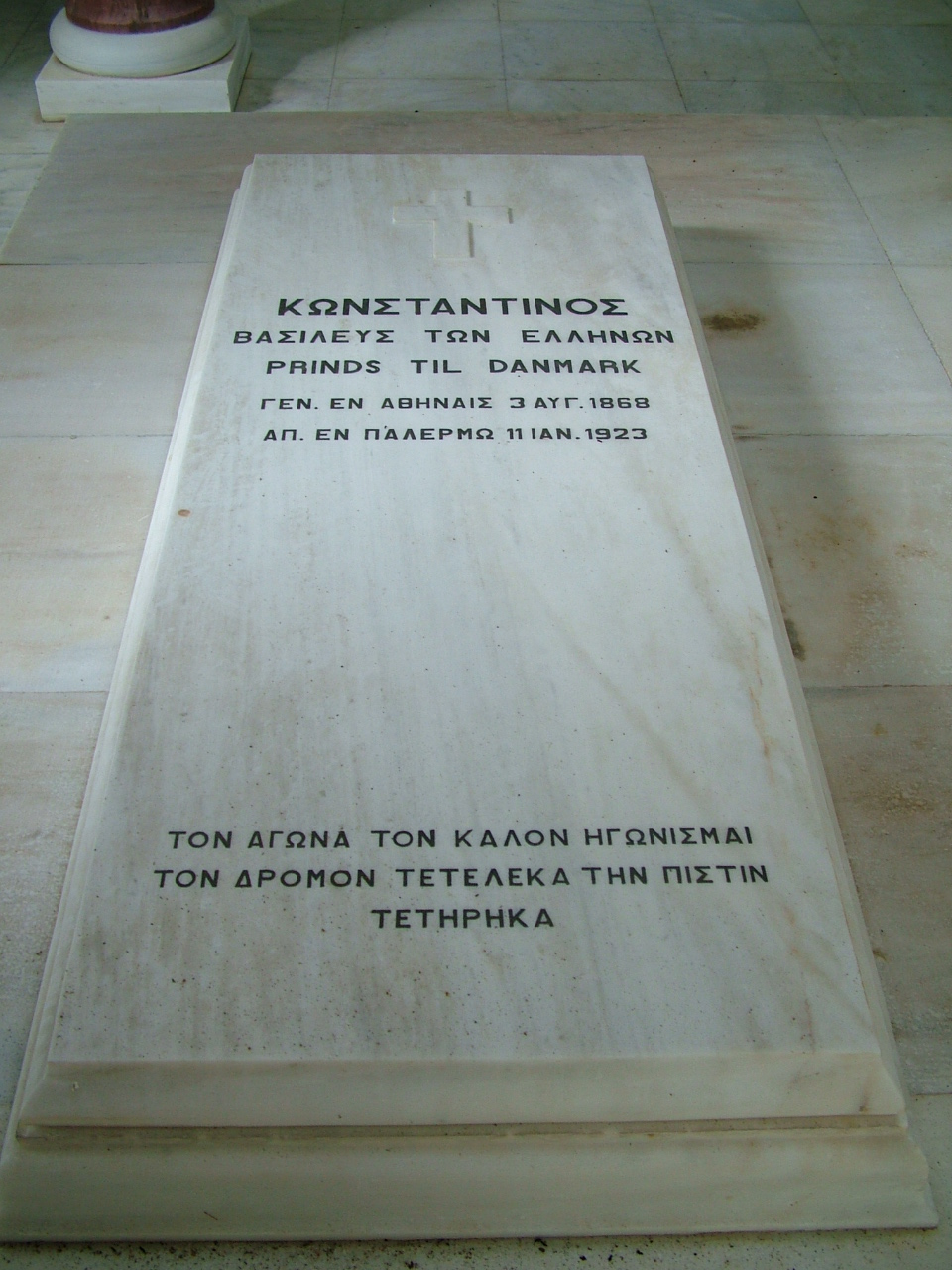
Tumba de Constantino I.
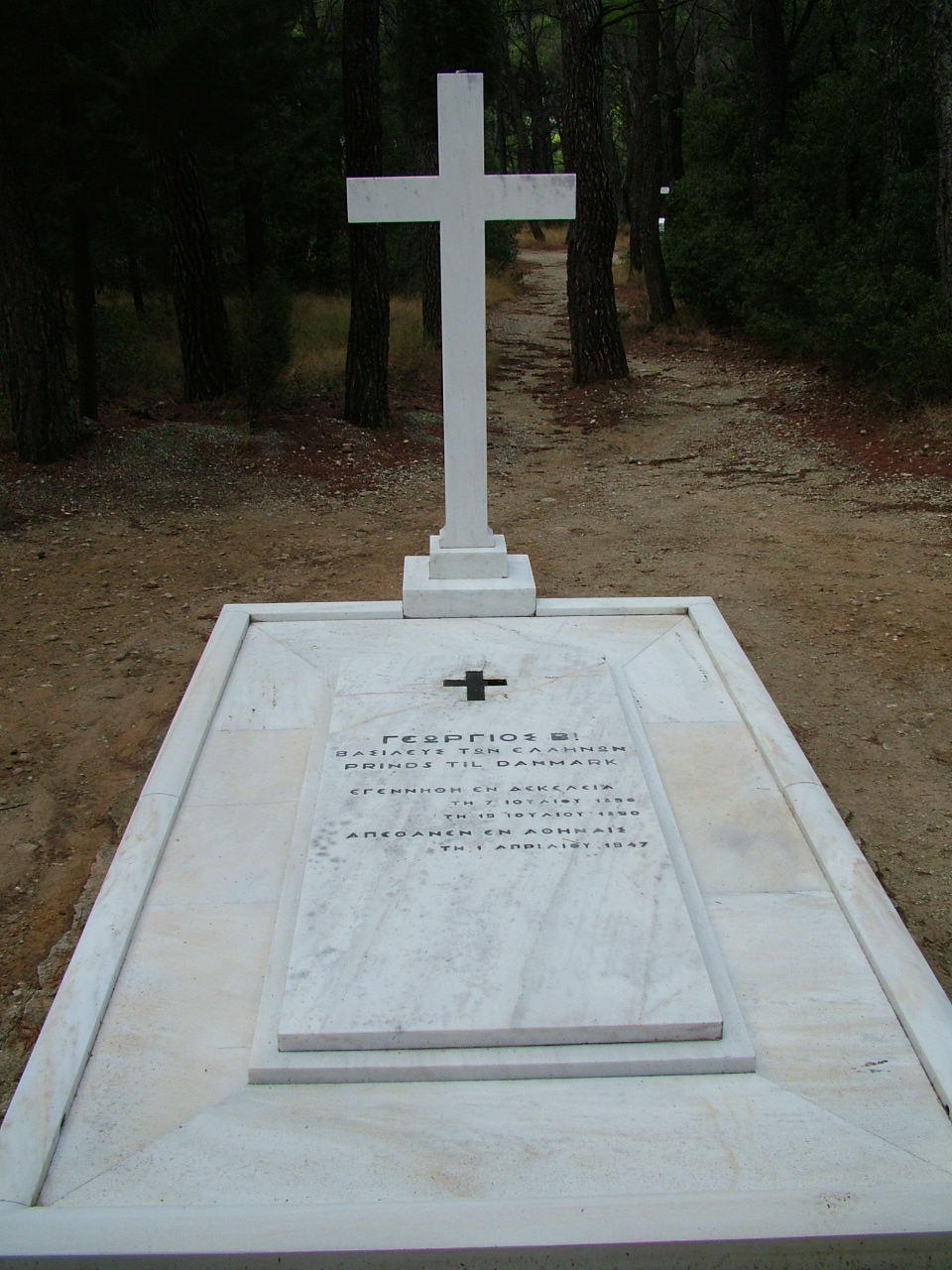
Tumba de George II.
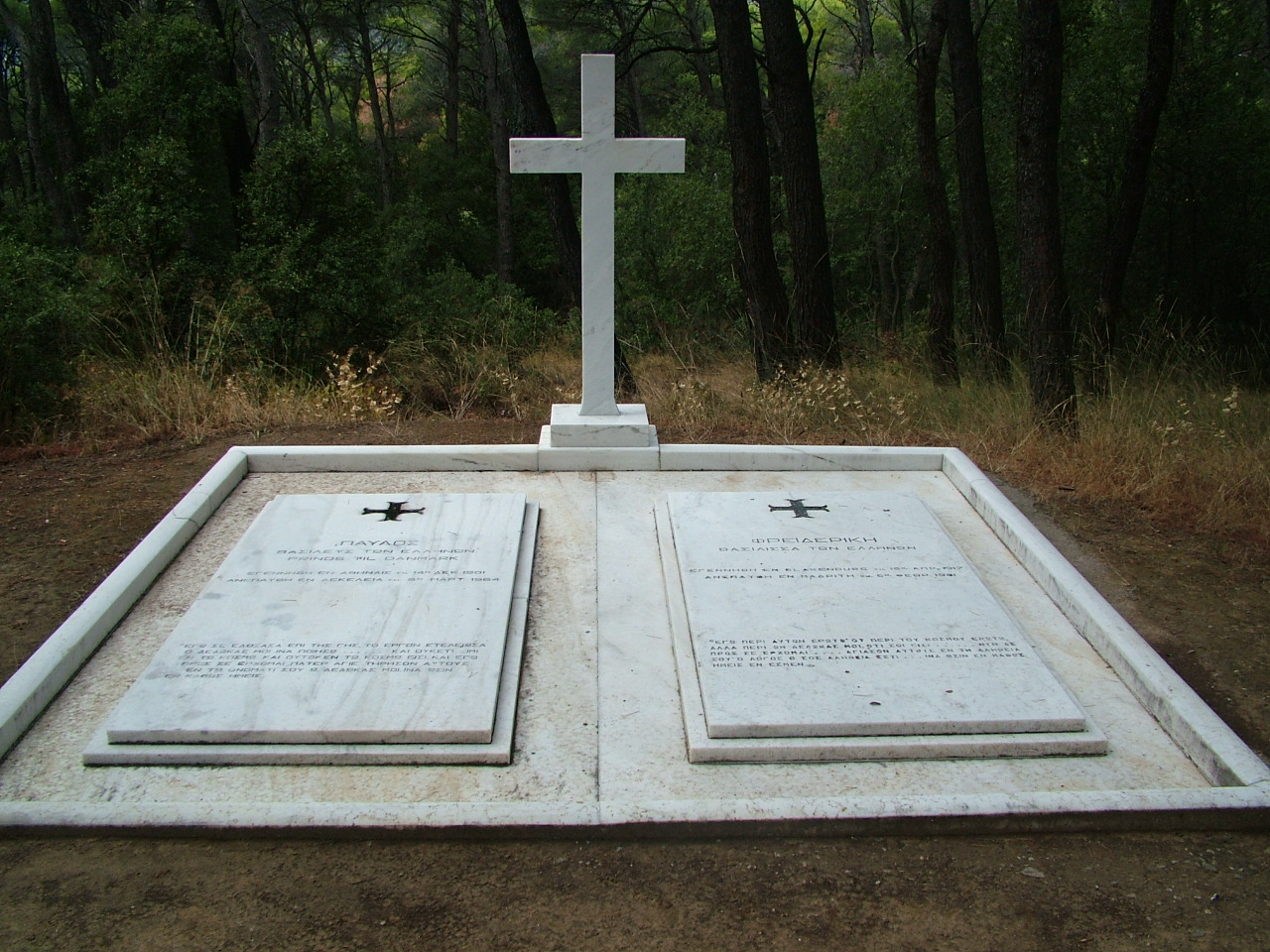
Tumba de Paulo I e Friederica.
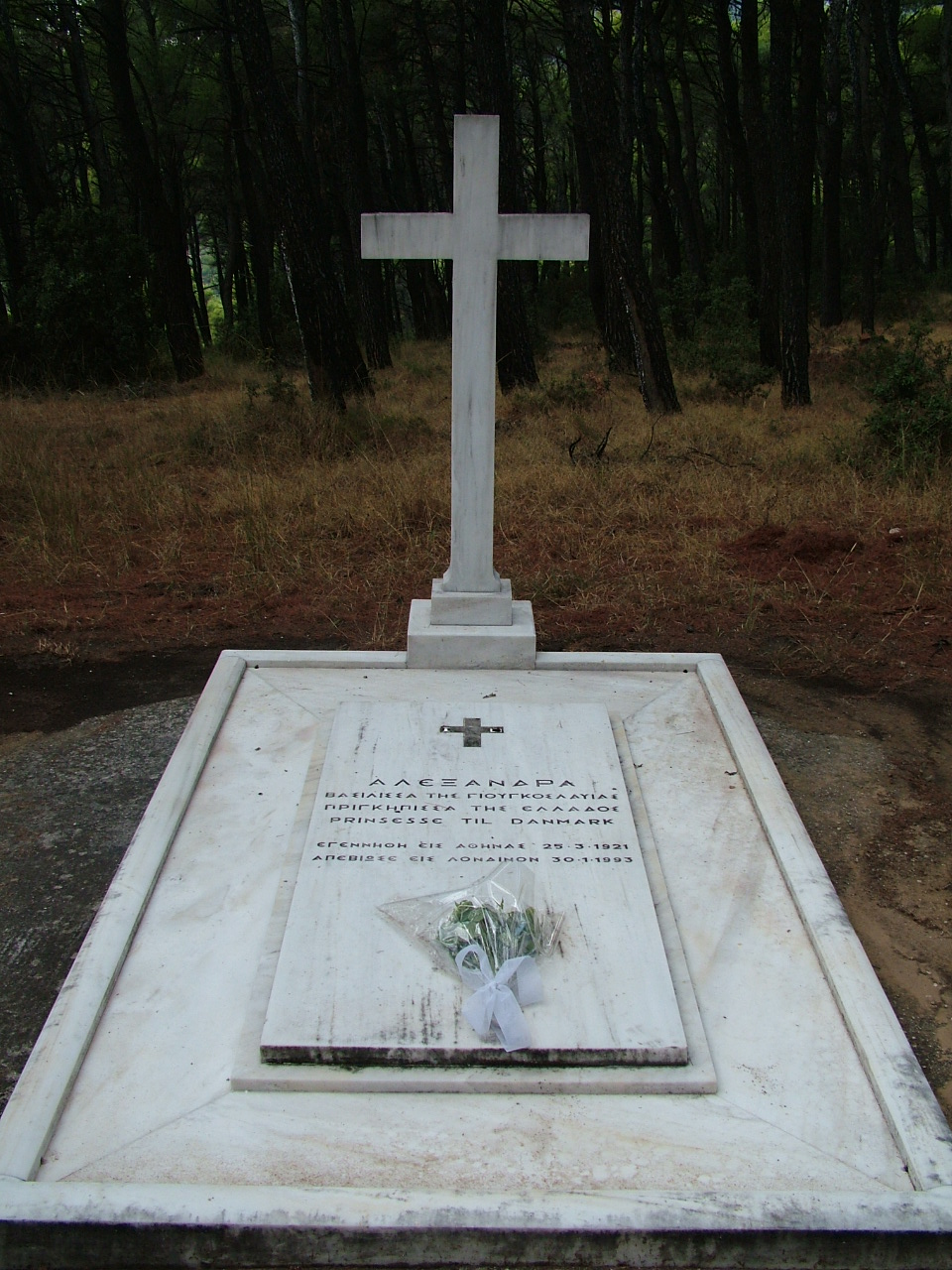
O túmulo de Alexandra, Princesa da Grécia e Rainha da Iugoslávia, filha do Rei Alexandre da Grécia.